# Partido del Progreso de Guinea Ecuatorial
Die Partido del Progreso de Guinea Ecuatorial (en. Progress Party of Equatorial Guinea) ist eine wirtschaftsliberale, pro-demokratische Partei in Äquatorialguinea. Sie wurde 1983 von Severo Moto in Madrid gegründet.

## Geschichte
Die Parteiführung hat eine „Exilregierung“ in Spanien ausgerufen mit dem Parteiführer Severo Moto als „Präsident“. Mitglieder der PPGE, die in Äquatorialguinea leben werden schwer belästigt und verfolgt.
2008 wurden sieben Mitglieder der PPGE in Malobo verhaftet und wegen Waffenbesitz angeklagt, inklusive Motos früherem Sekretär Gerardo Angüe Mangue. Der angebliche Waffenbesitzer, Saturnino Ncogo, verstarb im Gefängnis innerhalb weniger Tage nach seiner Verhaftung unter verdächtigen Umständen. Die Behörden behaupteten, er habe sich selbst vom oberen Stockbett seiner Zelle geworfen, um Selbstmord zu begehen, aber als die Verwandten den Leichnam abholen durften, war er schon im Zustand fortgeschrittener Verwesung und es wurde nie eine Untersuchung durchgeführt. Die anderen sechs Aktivisten der PPGE – Mangue, Cruz Obiang Ebele, Emiliano Esono Michá, Juan Ecomo Ndong, Gumersindo Ramírez Faustino und Bonifacio Nguema Ndong – wurden zusammen mit Simon Mann vor Gericht gestellt, einem britischen Söldner, welcher am Staatsstreich 2004 beteiligt war, und das, obwohl die Anklage völlig zusammenhanglos war. Die Parteimitglieder wurden jeweils zu fünf Jahren Haft verurteilt. Ihre Inhaftierung wurde vom Außenministerium der Vereinigten Staaten und von Amnesty International kritisiert. Amnesty International bezeichnet die sechs als „Prisoners of Conscience“ (Gefangene aufgrund ihrer Überzeugung).